# The Go-Go's
Le Go-Go's sono un gruppo femminile statunitense, formatosi a Los Angeles, nel 1978. Inizialmente orientata verso il punk rock e la new wave, il gruppo si è poi convertita al pop rock da classifica.
Le cinque "ragazze cattive"  si sono guadagnate un posto nella storia del rock, per essere state il primo gruppo femminile completamente autonomo e non costruito o dipendente dai propri produttori a portare un album, da loro interamente scritto e suonato, al primo posto in classifica negli Stati Uniti, il che ha rappresentato un deciso punto di rottura con la tradizione, fino ad allora ininterrotta, dei gruppi femminili di successo creati da un manager esterno. Il 12 agosto 2011 hanno ricevuto la Stella nella "Hollywood Walk Of Fame".
Nel 2021 la band è stata inclusa nella Rock and Roll Hall of Fame di Cleveland

## Storia del gruppo

### Beauty and the Beat: l'album di debutto
Dopo anni di gavetta in club underground, dove le componenti della band, allora ancora fan delle sonorità punk rock, si fanno le ossa imparando a suonare da autodidatte i propri strumenti, nel 1981 si convertono a un pop rock molto più orecchiabile con evidenti velleità di classifica e pubblicano il loro primo album Beauty and the Beat su etichetta I.R.S. Records. Il lavoro è un'originale miscela di pop anni sessanta, surf, punk, rock e new wave, in cui la vena compositiva di Charlotte Caffey alle tastiere, al pianoforte e alla chitarra elettrica, di Jane Wiedlin alla chitarra ritmica e di Kathy Valentine al basso, coadiuvata dalla batteria disco di Gina Schock (che suona anche le percussioni), dalla voce frizzante, sensuale e connotata da un timbro inconfondibile di Belinda Carlisle, dava corpo a melodie allo stesso tempo romantiche ed energiche. L'album rimane in vetta per ben 6 settimane e tuttora figura nelle graduatorie dei maggiori capolavori della storia del rock come quella proposta dalla celebre rivista «Rolling Stone». I singoli estratti sono i brani posti in apertura, rispettivamente, del Lato A e del Lato B del vinile: oltre all'immediata Our Lips Are Sealed e alla trascinante We Got the Beat, l'album presenta anche altri brani che lasciano il segno come Lust to Love (spesso ripresa dal vivo anche negli spettacoli solisti di Belinda) e la ballata Fading Fast, caratterizzati entrambi da una struggente new wave, venata di psichedelia.

### Vacation: il secondo album
Allo storico album di debutto segue immediatamente dopo, nel 1982, il dignitoso Vacation, da cui viene estratta la title track, altro successo di classifica. Il nuovo lavoro non ripete lo strepitoso successo del precedente nonostante le due gemme rappresentate dalle nostalgiche ballate It's Everything but Partytime e Worlds Away, e nonostante una manciata di belle canzoni in puro stile pop rock, tra cui gli altri singoli He's So Strange e Get Up and Go, e la radiofonica Yes or No, nonché la cover anni sessanta Cool Jerk (ripubblicata, in seguito, due volte, in versioni sempre diverse e riarrangiate per l'occasione).

### Talk Show: il terzo album
Nel 1984, esce il terzo album, Talk Show, nel cui suono si indebolisce notevolmente la componente punk, mentre viene sviluppato il lato elettronico, anche se lo stile fortemente melodico del gruppo resta comunque ben definito. Dall'album vengono estratti tre singoli: Head over Heels, Yes or No e Turn to You. Mentre le prime due presentano un pop cantabile e solare, l'ultima, marcatamente più rock, sarà accompagnata da un videoclip che suscitò un po' di scalpore all'epoca, in cui le ragazze apparivano in abiti maschili come Drag Kings, in situazioni di confusione sessuale e persino con baci lesbici, con la partecipazione non casuale dell'attore "maledetto" Rob Lowe, Nonostante tutto, il terzo album viene giudicato qualitativamente migliore del precedente dalla critica, e da alcuni anche rispetto al primo, ma non riesce a raggiungerne l'ineguagliato successo. Al suo interno, spiccano gioiellini pop come la suggestiva Mercenary, You Thought e Forget that Day.

### Le liti, le droghe e lo scioglimento
Nonostante le ombre, nitidamente visibili all'orizzonte, vengano efficacemente descritte in un altro brano, Beneath the Blue Sky (dal minaccioso significato di «dietro il cielo blu»), proprio Forget that Day, probabilmente il pezzo in puro stile pop in assoluto meglio riuscito al quintetto, sarà, a quanto pare, all'origine della fine del gruppo. Si tratta infatti di una composizione di Jane Wiedlin, programmata come singolo, che la chitarrista intende anche cantare come prima voce, usurpando così il ruolo, sino ad allora indiscusso, di Belinda Carlisle. Il rifiuto di quest'ultima a cederle il posto come cantante solista porta a schieramenti vari e conflitti interni, che causeranno, di lì a poco, lo scioglimento della band avvenuto all'inizio del 1985.
Considerando, però, le periodiche riunioni delle Go-Go's al completo, avvenute sempre con tutte e cinque le ragazze originariamente nel gruppo presenti, senza mai defezioni (tutt'al più temporanee sostituzioni, dovute a indisposizioni, ma sempre risolte con membri virtualmente interni, come la prima batterista Margot), la storia di Forget that Day (il cui titolo profetico significa «dimentica quel giorno») sembra più che altro assumere i contorni della leggenda.
In realtà, i motivi per la conclusione dell'esperienza sono altri: le artiste non riescono più a reggere il peso del ruolo assunto come modello di donne moderne, degenerando in comportamenti sopra le righe, come distruzione di camere d'albergo, sfizi sessuali con fan di sesso maschile (trattati come groupie), e soprattutto un uso smodato di droghe. In special modo Belinda, particolarmente dedita all'uso e abuso di stupefacenti, finisce spesso sulle prime pagine dei giornali, perché colta in flagrante oppure ritrovata in overdose, finché una delle sue bravate non la porta a un passo dalla morte.

### L'esperienza da solista e il notevole successo di Belinda Carlisle
Dopo un periodo di disintossicazione, relativamente breve, e lunghe sessioni di palestra e di aerobica, Belinda Carlisle, disintossicata a dimagrita, dà inizio alla sua carriera solista che, con l'aiuto costante di Rick Nowels, dopo un inizio titubante, si trasforma presto in successo.
Invertendo la formula del pop rock delle Go-Go's, con i suoi inni rock pop, Belinda conquista prima le radio, poi i fan, in seguito MTV e infine anche la critica, ottenendo un successo di gran lunga maggiore di quello raggiunto dal gruppo (per lo più limitato agli Stati Uniti), diventando una delle icone pop a cavallo tra gli anni ottanta e gli anni novanta.

### L'esperienza da solista e il successo moderato di Jane Wiedlin
Jane Wiedlin, al contrario di Belinda Carlisle, nonostante il talento compositivo e una voce promettente, non riuscirà mai a sfondare del tutto, forse a causa di un'immagine non gestita al meglio e per via della voce giudicata dalla critica troppo acerba e quasi da bambina.
Jane pubblica quattro album come solista: il primo omonimo lavoro di debutto, Jane Wiedlin, del 1985; il secondo album, Fur, che nel 1988, con il singolo Rush Hour, le regala l'unica Top 20 nel Regno Unito (per l'esattezza, numero 12, quasi un Top 10) e l'unica Top 10 negli Stati Uniti (dove raggiunge il Numero 9), e con Inside a Dream (Numero 64 nel Regno Unito, Numero 52 negli Stati Uniti) un altro successo minore, sempre nella classifica inglese; un terzo album, Tangled, passato del tutto inosservato (la cui copertina la ritraeva praticamente nuda) e uscito nel 1990, lo stesso anno in cui l'artista partecipa alla colonna sonora del film Pretty Woman; e infine Kissproof World del 2000.
A questi quattro album occorre aggiungere Cold, del 1996, realizzato con il gruppo punk da lei formato dallo strano nome froSTed - l'inusuale ortografia del nome della band deriva dal fatto che Wiedlin è una grande fan di Star Trek (a cui partecipa anche come attrice), le cui iniziali, ST, compaiono in maiuscolo all'interno del nome del gruppo; il disco ottiene delle critiche ottime ma non riesce a vendere molto, al pari degli altri lavori solisti di Jane.
Oltre che come musicista, cantante, autrice e attrice, Jane Wiedlin si distingue anche come attiva animalista: il lavoro del 1988, forse quello più famoso, almeno al pubblico europeo, il cui titolo Fur significa appunto «pelliccia», affronta tra l'altro proprio il tema della salvaguardia degli animali, prendendo nettamente posizione contro la vivisezione e l'utilizzo di pellicce reali, tema che Wiedlin condivide pienamente con le altre Go-Go's.

### Gina Shock, Kathy Valentine e Charlotte Caffey dopo lo scioglimento delle Go-Go's
Quanto alle altre tre ex Go-Go's, già relegate a un ruolo di secondo piano nella band, Gina Shock e Kathy Valentine si ricicleranno, senza troppa gloria, tra gruppi minori e collaborazioni, mentre Charlotte Caffey vivrà una specie di secondo successo, anche se di riflesso, assieme a Belinda, con la quale non smetterà mai di collaborare più o meno regolarmente e in modo più o meno esteso. Tutto scritto da Caffey, per esempio, è l'album Real, pubblicato dalla Carlisle nel 1993, contenente le hit Big Scary Animal e Lay Down Your Arms, dopo aver tentato quasi di creare con la cantante solista una specie di duo alla Shakespears Sister prima maniera (quando Marcella Detroit non aveva ancora un ruolo preponderante, rispetto alla più celebre collega, l'ex Bananarama Siobhan Fahey, nonostante comparisse già sia sulle foto del disco, che come musicista e corista nei relativi brani), componendo alcuni brani per il primo album della ex leader della band, Belinda, e comparendo persino in una fotografia, all'interno del long playing. Con il passaggio di Belinda Carlisle dalla I.R.S. alla major Virgin, però, il progetto non avrà seguito.

### Le temporanee riunioni delle Go-Go's negli anni novanta
Negli anni novanta, a partire dalla pubblicazione di Live your life be free, anche il successo di Belinda comincia a diminuire e si assiste, di conseguenza, a diverse riunioni della band, per brevi tour e ripetuti greatest hits. Tra questi ultimi, mentre Greatest del 1990, non produce altro che un'asettica raccolta, come dice il titolo, praticamente priva di «hits», e si limita a inserire un solo inedito, doppiamente parziale (visto che si tratta del remake di una cover, Cool Jerk, citato brano anni sessanta, già inserito sul secondo album della band, Vacation, nel 1982), la lussuosa raccolta intitolata Return to the Valley of the Go-Go's e appropriatamente sottotitolata The Best of the Go-Go's, oltre ad uscire in due edizioni diverse, singola in Europa e doppia nella madrepatria, contiene una serie di rarità. Tra queste, sono da annoverare senza dubbio i primi demo, alcune registrazioni in sala prove, i lati B dei singoli più famosi e alcune versioni live, particolarmente ben riuscite, di brani tratti dai primi album (tra cui la splendida Mercenary). Ma la raccolta risulta interessante soprattutto per i tre inediti, di cui uno, il singolo promozionale The Whole World Lost Its Head, contenente lo storico verso «Mary ate her little lamb and punk rock isn't dead» ("Maria ha mangiato il suo agnellino e il punk rock non è morto"), viene pubblicato anche come singolo, senza riscuotere molto successo nella madrepatria (Numero 108 nella classifica di Billboard), ma diventando, allo stesso tempo, il più grande successo di sempre, in formato singolo, per il gruppo, nel Regno Unito (Numero 29 nella UK Top 75).

### La riunione definitiva delle Go-Go's i nuovi progetti ed il documentario del 2020
Nel 2001, finalmente, la riunione definitiva di tutte e cinque le componenti delle Go-Go's, ormai ultraquarantenni, e l'uscita di un album di inediti: God Bless the Go-Go's. Il nuovo lavoro, pubblicato a ben 17 anni di distanza del terzo e fino ad allora ultimo album della band, presenta delle melodie discrete in una serie di brani, come Unforgiven (l'unico singolo estratto), Apology e, soprattutto, Automatic Rainy Day, ma soffre un po' di un eccessivo rilievo dato alle chitarre distorte, messe in primo piano, come mai avevano fatto le stesse Go-Go's negli anni ottanta, forse per allinearsi ai gusti giovanili del nuovo punk alla Green Day, il cui frontman Billie Joe Armstrong, non a caso, collabora infatti all'unico singolo estratto dall'album, Unforgiven, come omaggio a un gruppo da lui dichiarato come fondamentale per la sua formazione personale. Il sound che aveva caratterizzato il gruppo quasi 20 anni prima, in realtà, è praticamente del tutto scomparso. Anche la promozione sarà piuttosto scarsa, nonostante l'album riesce comunque a piazzarsi al Numero 57 della chart statunitense, facendo così scadere quello che avrebbe potuto costituire il grande ritorno delle Go-Go's nel nuovo millennio a una chicca o a uno sfizio per nostalgici degli anni ottanta.
Negli anni 2000, le Go-Go's continuano comunque a esibirsi in tournée, portando i loro intramontabili classici per il Nordamerica, grazie soprattutto a un consistente zoccolo duro di fans nostalgici lì consolidati, mentre raramente escono dai confini della madrepatria.
A 19 anni dalla pubblicazione dell'ultimo album, le Go-go's tornano nel 2020 con un documentario presentato al Sundance film festival ed acclamato dal Rolling Stones. In contemporanea esce un nuovo singolo intitolato "Club zero" che aiutato dal documentario porta il gruppo nuovamente alla ribalta negli States e in Europa.

## I traguardi storici e l'eredità delle Go-Go's
Le Go-Go's restano il gruppo rock femminile di maggior successo del secolo scorso. Nonostante una frequente vena romantica, le ragazze restano un caposaldo del femminismo, per la loro completa indipendenza da figure maschili esterne, e per un reale Girl Power ante litteram. Tra l'altro, per tutto il Novecento, la band ha rappresentato anche l'unico gruppo tutto al femminile e del tutto autonomo a raggiungere la vetta delle classifiche di vendita.
Dopo di loro, e dopo la breve parentesi costituita dalla simile esperienza delle epigone e meno autonome Bangles (le uniche ad aver seguìto, seppur parzialmente, le orme delle Go-Go's) le case discografiche non hanno più voluto investire le loro priorità nelle campagne promozionali sulle cosiddette "ragazze con la chitarra", ignorando in toto lo storico punto di rottura raggiunto dal quintetto, e preferendo invece fare un passo indietro, per ripartire dalla tradizione dei gruppi femminili di stampo manageriale costruiti in studio, le cosiddette «girl band», come era stato, in passato, per le pur celebri americane Supremes di Diana Ross e, molto più di recente, per le giovani inglesi Spice Girls.

## Le Go-Go's animaliste
Una volta riunite, infatti, le cinque continueranno, con costanza e veemenza, ad appoggiare la causa, in cui credono ciecamente, fino a farsi ritrarre, tutte e cinque in mutande, ed inserire la foto in una raccolta, con una scritta sotto che commenta: «Andremmo (praticamente) nude piuttosto che indossare una pelliccia!». A testimonianza della onesta sincerità e della scanzonata auto-ironia dei membri della band, e come a voler sostenere il messaggio che è possibile cambiare le proprie (brutte) abitudini, nella medesima collection, figura anche un altro scatto, realizzato molti anni prima, in cui Belinda e la stessa Jane indossano invece proprio dei colli di pelliccia animale, con la didascalia che specifica che si tratta del loro periodo «pre-politically correct»!

## Discografia

### Album in studio
- 1981 - Beauty and the Beat (USA numero 1 - 2 dischi di platino)
- 1982 - Vacation (USA numero 8 - 1 disco d'oro)
- 1984 - Talk Show (USA numero 18)
- 2001 - God Bless the Go-Go's (USA numero 57)

### Raccolte
- 1990 - Greatest
- 1994 - Return to the Valley of the Go-Go's (raccolta doppia negli USA, singola in Europa)
- 2000 - VH1 Behind the Music: Go-Go's Collection

### Singoli
| Anno | Brano                         | USA Hot 100 | USA MSR | USA Dance | UK 75 Singoli | Album                               |
| ---- | ----------------------------- | ----------- | ------- | --------- | ------------- | ----------------------------------- |
| 1981 | Our Lips Are Sealed           | 20          | 15      | 10        | 47            | Beauty and the Beat                 |
| 1982 | We Got the Beat               | 2           | 7       | 35        | -             | Beauty and the Beat                 |
| 1982 | Vacation                      | 8           | 13      | 17        | -             | Vacation                            |
| 1982 | Get Up and Go                 | 50          | 46      | -         | -             | Vacation                            |
| 1982 | He's So Strange               | -           | 46      | -         | -             | Vacation                            |
| 1984 | Head over Heels               | 11          | -       | -         | -             | Talk Show                           |
| 1984 | Turn to You                   | 32          | -       | -         | -             | Talk Show                           |
| 1984 | Yes or No                     | 84          | -       | -         | -             | Talk Show                           |
| 1991 | Cool Jerk                     | -           | -       | -         | 60            | Greatest                            |
| 1994 | The Whole World Lost Its Head | 108         | -       | -         | 29            | Return to the Valley of the Go-Go's |
| 2001 | Unforgiven                    | -           | -       | -         | -             | God Bless the Go-Go's               |
| 2020 | Club Zero                     |             |         |           |               |                                     |

### Videografia
- 1985 - Prime Time (raccolta di videoclip)
- 2021 - The Go-go's (documentario)

### Live
- 1982 - Totally Go-Go's (live 12/1981)
- 1984 - Wild at the Greek (concerto dal vivo)
- 2001 - Live at Central Park (concerto dal vivo)

## Formazione

### Quintetto storico
- Charlotte Caffey - tastiere, chitarra elettrica, pianoforte e cori
- Belinda Carlisle - voce solista
- Gina Schock - batteria e percussioni
- Kathy Valentine - basso e cori (chitarra ritmica, 1984)
- Jane Wiedlin - chitarra ritmica e cori

### Altri membri
- Elissa Bello (1978-1979) batteria e percussioni
- Margot Olaverra (1978-1980) basso
- Paula Jean Brown (1985) basso
- Abby Travis (2012 - 2018) basso
- Vicki Peterson (membro temporaneo nei concerti dal vivo, 1994)